# Master of the Buckhounds
Il titolo di Master of the Buckhounds fu un incarico nel dipartimento del maestro di stalla nella corte reale britannica. Il detentore dell'incarico godeva anche del titolo di Rappresentante di Sua Maestà ad Ascot. Si trattava di un incarico politico, perciò il detentore dell'incarico, che era sempre un nobile, cambiava con ogni cambio di governo. L'incarico venne abolito con il Civil List Act 1901. Anticamente l'incarico consisteva nella responsabilità dei cani da caccia del re della razza buckhound, che è una tipologia più piccola dello staghound, e che veniva utilizzata per la caccia di piccoli cervi.

## Masters of the (Privy) Buckhounds
- 1528: George Boleyn, visconte Rochford
- 1536: vacante
- 1538: Sir Richard Long
- 1546: vacante
- 1550: Sir Thomas Darcy
- 1551: John Dudley, II conte di Warwick
- 1552: Lord Robert Dudley
- 1553: vacante
- 1572: Robert Dudley, I conte di Leicester
- 1588: vacante
- 1596: Sir Henry Grey
- 1603: Sir Thomas Tyringham
- 1625: Sir Timothy Tyrrell
- 1633: Sir Thomas Tyringham
- 1636: Robert Tyrwith
- 1651: vacante
- 19 settembre 1660 John Cary
- 31 marzo 1685 Col. James Graham
- 9 settembre 1689 Jacques de Gastigny
- 6 luglio 1698 Reinhard Vincent von Hompesch
- 8 marzo 1702 vacante
- 13 giugno 1709 Walter Chetwynd
- 8 giugno 1711 Sir William Wyndham, III baronetto
- 28 giugno 1712 George Brudenell, III conte di Cardigan
- 11 luglio 1715 vacante
- 28 luglio 1727 Francis Negus
- 21 giugno 1733 Charles Bennet, II conte di Tankerville
- 18 giugno 1737 Ralph Jenison
- 31 dicembre 1744 George Montagu-Dunk, II conte di Halifax
- 2 luglio 1746 Ralph Jenison
- 2 luglio 1757 John Bateman, II visconte Bateman
- 29 marzo 1782: George Villiers Bussy
- 17 maggio 1783: John Montagu, visconte Hinchingbrooke; succeduto al padre come V conte di Sandwich il 30 aprile 1792
- 12 febbraio 1806: William Keppel, IV conte di Albemarle
- 13 maggio 1807: Charles Cornwallis, II marchese Cornwallis
- 12 settembre 1823: William Wellesley-Pole, I barone Maryborough
- 24 novembre 1830: Thomas Anson, II visconte Anson; creato conte di Lichfield il 15 settembre 1831
- 30 dicembre 1834: George Stanhope, VI conte di Chesterfield
- 30 aprile 1835: William Hay, XVIII conte di Erroll
- 21 dicembre 1839: George Kinnaird, IX Lord Kinnaird
- 10 September 1841: James St Clair-Erskine, III conte di Rosslyn
- 9 luglio 1846: George Leveson-Gower, II conte di Granville
- 16 maggio 1848: John Ponsonby, V conte di Bessborough
- 28 febbraio 1852: James St Clair-Erskine, III conte di Rosslyn
- 30 dicembre 1852: John Ponsonby, V conte di Bessborough
- 26 febbraio 1858: John Montagu, VII conte di Sandwich
- 18 giugno 1859: John Ponsonby, V conte di Bessborough
- 23 gennaio 1866: Richard Boyle, IX conte di Cork
- 10 luglio 1866: Charles Colville, X Lord Colville di Culross
- 12 dicembre 1868: Richard Boyle, IX conte di Cork
- 2 marzo 1874: Charles Yorke, V conte di Hardwicke
- 3 maggio 1880: Richard Boyle, IX conte di Cork
- 27 giugno 1885: John Beresford, V marchese di Waterford
- 17 febbraio 1886: Charles Harbord, V barone Suffield
- 16 agosto 1886: George Coventry, IX conte di Coventry
- 25 agosto 1892: Thomas Lister, IV barone Ribblesdale
- 16 luglio 1895: George Coventry, IX conte di Coventry
- 1º novembre 1900: Charles Cavendish, III barone Chesham

## Masters of the Buckhounds ereditari
- Osborne Lovel (temp. Hen. I)
- William Lovel
- Hamon le Venour
- William Lovel
- John Lovel (m. 1316)
- Thomas de Borhunte (m. 1340)
- William Danvers (m. 1361)
- Sir Bernard Brocas (m. 1395)
- Sir Bernard Brocas (m. 1400)
- William Brocas (m. 1456)
- William Brocas (m. 1484)
- John Brocas (m. 1492)
- William Brocas (m. 1506)
- George Warham e Ralph Pexsall (1512–1514)
- Ralph Pexsall (m. 1540)
- Sir Richard Pexsall (m. 1571)
- Sir John Savage (sino al 1584)
- Sir Pexsall Brocas (m. 1630)
- Thomas Brocas (sino al 1633)
- Lewis Watson, I barone Rockingham (m. 1653)
- Edward Watson, II barone Rockingham (m. 1689)
- Lewis Watson, I conte Rockingham (sino al 1706)

Il grado ereditario venne unito definitivamente a quello di Privy Master nel 1706 e l'incarico cessò ufficialmente.